# Luca Turilli’s Dreamquest
Dreamquest war eine in Triest gegründete Musikgruppe, die von 2006 bis 2011 aktiv war. Bandleader und Komponist war Luca Turilli, der auch Gitarrist und Mitbegründer von Rhapsody of Fire (bis 2011) und Luca Turilli’s Rhapsody ist. Der Stil von Dreamquest ist Symphonic Metal mit dominanten elektronischen Einflüssen.

## Geschichte
Nach der Gründung im Jahre 2005 war Luca Turilli auf der Suche nach einer Sängerin und weiteren Bandmitgliedern. Die weibliche Stimme wählte er, da er Gefallen an Gruppen wie Within Temptation und Nightwish gefunden hatte, aber auch Soundtracks wie die der Filme Resident Evil und Matrix inspirierten „Dreamquest“ maßgeblich.
Schließlich wurden die Posten wie folgt besetzt: Luca Turilli am Keyboard, Dominique Leurquin an der E-Gitarre, Sascha Paeth am E-Bass, Robert Hunecke-Rizzo am Schlagzeug sowie eine unbekannte, lediglich „Myst“ genannte, Mezzo-Sopranistin als Stimme von „Dreamquest“. In dieser Besatzung wurde das erste Album der Gruppe, „Lost Horizons“, am 9. Juni 2006 in Deutschland, Österreich und der Schweiz, am 12. Juni im Rest Europas und am 27. Juni in den USA unter dem Sub-Label Magic Circle Music veröffentlicht.
2011 verkündete Luca Turilli das Ende des Projekts.

## Stil
Typisch für „Dreamquest“ ist die weibliche, teilweise opernhafte Stimme der Mezzo-Sopranistin „Myst“, symphonische Orchesterarrangements, dominante Synthesizer und Keyboards, sowie die meist recht simplen Gitarren-Riffs, die oft an die Neue Deutsche Härte erinnern. Anzumerken ist auch das Schlagzeugspiel, welches genre-untypisch oftmals lediglich die Bassdrum während der Refrains nutzt.
Textlich und musikalisch lehnt sich „Dreamquest“ an Bands wie Within Temptation und Nightwish an. Weitestgehend erzählt Turilli von Sehnsüchten, Symbolismen (Rose, Mutter, Ozean) sowie Hoffnungen, und nutzt lyrische Elemente wie Energie, Engel, Dunkelheit und Tod. Die Texte sind weitestgehend Englisch, wobei hier und da einige lateinische Passagen auftauchen und gar ein volles Lied italienisch ist (Sospiro Divino).

## Diskografie
- 2006: Virus (Single)
- 2006: Lost Horizons (Album)